# Hexagrammos agrammus
Hexagrammos agrammus är en fiskart som först beskrevs av Temminck och Schlegel, 1843.  Hexagrammos agrammus ingår i släktet Hexagrammos och familjen Hexagrammidae. Inga underarter finns listade i Catalogue of Life.